# Столль, Герман Фридрихович
Герман Фридрихович Столль (в некоторых источниках также Фёдорович; нем. Hermann Julius Stoll, 29 мая 1812 — 31 мая 1887) — российский врач, благотворитель и общественный деятель немецкого происхождения.

## Биография
Родился в местечке Юргенсбург (ныне Заубе) Лифляндской губернии в семье лютеранского пастора Фридриха Столля, выходца из Тюрингии.
Закончил Дерптский университет (медицинский факультет), получив в 1839 году звание лекаря. С 1840 г. начал службу на таможне в Радзивиле Волынской губернии на таможне смотрителем красок и аптекарских товаров.
16 ноября 1844 стал городовым врачом (главным врачом) города Воронежа. В 1850-м году заслужил благодарность «за отлично-ревностную службу и особые труды по мерам прекращения холеры».
Получил два «монарших благоволения» (1848, 1852 год) за успешное проведение наборов юношей в рекруты.
С 1850-х годов, оставив службу, занимается частной медицинской практикой. Принимал активное участие в развитии медицины в Воронеже, вместе с сыном Вильгельмом занимался благотворительностью для слепых. В 1860-х годах в доме Столля располагалась редакция первой частной газеты в городе — «Воронежский листок».
Коллежский асессор, гласный городской думы. В качестве гласного в 1884 году вместе с городским головой П. К. Капканщиковым на публичных торгах приобрели в городскую собственность здание зимнего театра (ныне — Воронежский театр драмы имени А. В. Кольцова).
В 1857—1887 годах — председатель совета евангелическо-лютеранской церкви Святой Марии Магдалины. Играл на органе во время богослужений, принимал активное участие в музыкальной жизни Воронежа. Член Воронежского отделения Императорского Русского музыкального общества.
Похоронен на Немецком участке Чугуновского (Вознесенского) кладбища города Воронеж. Могила, как и кладбище, не сохранилась.
Дочь Г. Ф. Столля — Анна Германовна Пуле — была прабабушкой музыканта М. В. Ростроповича.

## Семья
- Отец — Фридрих Иоганнович Столль
- Супруга — Оттилия Германовна Тальберг (1824 — 10 мая 1880)[6][7]
- Сын — Вильгельм Германович Столль (18 февраля 1842—1924), женился на Анне Григорьевне Айдаровой (1862 — 29 августа 1899)[6]
- Дочь — Анна Германовна Пуле (13 июля 1844 — после 1920), сын — инженер Герман Александрович Пуле
- Дочь — Мария Германовна Мюфке, замужем за Людвигом Мюфке (1833—1908), сын — архитектор Карл Людвигович Мюфке
- Сын — Герман Германович Столль (1 ноября 1850 — 28 августа 1866)[6]
- Дочь — Екатерина Германовна Шерфер (1854/55 — после 1917), жена подполковника Карла Николаевича Шерфера (1847—1902)[7].
- Сын — Карл Германович Столль, врач (после 1911)[3]